# Indywidualne mistrzostwa Polski 85–140 cm³ w miniżużlu
Indywidualne mistrzostwa Polski 85–140 cm³ w miniżużlu – coroczna seria turniejów, wyłaniająca najlepszych spośród polskich miniżużlowców w kategorii 85–140 cm³ (do 2017 – 80–125 cm³, następnie do 2022 – 85–125 cm³). W latach 2004–2008 rozgrywane jako finał jednodniowy. Od roku 2009 mistrza wyłania się w cyklu turniejów.

## Medaliści
| 5 rund                                  |
| --------------------------------------- |
| Wawrów Rybnik Gdańsk Częstochowa Wawrów |

| 5 rund                                  |
| --------------------------------------- |
| Wawrów Rybnik Gdańsk Częstochowa Gdańsk |

| 5 rund                                     |
| ------------------------------------------ |
| Wawrów Gdańsk Rybnik Częstochowa Bydgoszcz |

| 11 rund                                                                                 |
| --------------------------------------------------------------------------------------- |
| Rybnik Bydgoszcz Wawrów Gdańsk Toruń Częstochowa Wawrów Gdańsk Częstochowa Rybnik Toruń |

| 10 rund                                                                          |
| -------------------------------------------------------------------------------- |
| Rybnik Wawrów Toruń Gdańsk Toruń Gdańsk Częstochowa Wawrów Częstochowa Bydgoszcz |

| 3 rundy                      |
| ---------------------------- |
| Bydgoszcz Gdańsk Częstochowa |

| 3 rundy                      |
| ---------------------------- |
| Częstochowa Bydgoszcz Rybnik |

| 3 rundy                    |
| -------------------------- |
| Rybnik Częstochowa Rędziny |